# Andrea Joy Cook
Pour les articles homonymes, voir Cook.
Andrea Joy Cook est une actrice canado-américaine, née le 22 juillet 1978 à Oshawa (Ontario, Canada).
Elle se fait connaître auprès du grand public en incarnant le rôle de l'agent Jennifer Jareau dans la série télévisée policière Esprits criminels (depuis 2005).

## Biographie

### Enfance et formation
Son père Mike est professeur dans un lycée et sa mère Sandra est psychiatre. Elle a deux frères qui se nomment Nathan et Paul ainsi qu'une sœur, Angela.
À 4 ans, A.J. commence à suivre des leçons de jazz et de ballet. Elle danse ensuite en compétition pendant de nombreuses années et enseigne à son tour la discipline avant de se lancer à l'âge de 16 ans dans une carrière d'actrice. Elle prend alors des cours d'art dramatique,.
C'est le film Dirty Dancing, avec Patrick Swayze, qui lui a inspiré cette vocation. À l'école secondaire, elle est choisie pour incarner le premier rôle du classique Roméo et Juliette. 

### Carrière

#### Débuts et révélation cinématographique
En 1997, elle signe son premier contrat pour une publicité de la chaîne de restauration McDonald's, puis apparaît en tant que figurante dans la série canadienne Chair de poule. Après cela, elle interprète d'autres rôles mineurs dans des téléfilms comme In His Father's Shoes et Elvis Meets Nixon. La même année, on peut la voir dans le film Laserhawk.
En 1999, alors âgée de 21 ans, elle accède à son premier grand rôle dans le film Virgin Suicides, où elle côtoie Kirsten Dunst, Danny DeVito et Josh Hartnett. La même année, elle joue dans le film pour enfants Teen Sorcery, qui sort directement en vidéo.   
Au début des années 2000, elle se voit proposer le rôle de Shelby Merrick, une adolescente en crise, dans la série canadienne Cœurs rebelles où elle partage la vedette avec Hayden Christensen et Joe Lando. La série ne durera qu'une seule saison. En 2001, elle tourne la comédie Snow, Sex and Sun qui ne rencontre pas le succès escompté. Elle est également la tête d'affiche du film d'horreur Ripper, nommé pour le DVD Exclusive Awards des meilleurs effets spéciaux. À nouveau dans la veine horrifique, elle rejoint la distribution de la série B Wishmaster 3, sortie directement en vidéo, et l'année suivante celle de The House Next Door avec James Russo et Theresa Russell.  
Ce n'est qu'en 2003 que la carrière d'Andrea Joy Cook décolle grâce à Destination finale 2, où elle interprète le rôle de Kimberly Corman, une jeune fille qui, après avoir survécu à un accident de la route, est pourchassée par la mort. Le film est un succès au box office et confirme le lancement d'une saga cinématographique très lucrative.

#### Confirmation télévisuelle
Après avoir été invitée dans un épisode de la série Dead Like Me, elle va enchaîner les rôles majeurs, essentiellement à la télévision, comme dans Tru Calling où elle partage l'affiche avec Eliza Dushku durant la première saison (2003-2004). Elle tient par la suite le rôle de Fiona Kennedy dans le tristement célèbre thriller de série B Bloodsuckers.

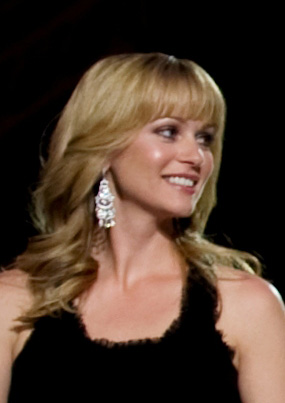
Au National Memorial Day Concert, le 30 mai 2010.

Sa popularité va grimper en flèche lorsqu'elle est embauchée pour interpréter le rôle de Jennifer Jareau dans la nouvelle série policière Esprits criminels, qui va connaître un immense succès. Son emploi du temps lui permet toutefois de jouer un second rôle dans la comédie romantique indépendante I'm Reed Fish (2007, avec Alexis Bledel et Jay Baruchel), remarquée lors d'un festival du cinéma indépendant, et, restant fidèle au registre de l'horreur, d'intervenir dans Night Skies avec Jason Connery. En 2008, elle accompagne David Sutcliffe et Sarah Carter dans la comédie dramatique à petit budget Misconceptions.   
En juin 2010, elle est cependant licenciée par CBS, officiellement pour des raisons créatives et financières : elle n’apparaît donc que dans les deux premiers épisodes de la saison 6 pour conclure l'histoire de son personnage.  
A.J. en profite pour jouer dans un épisode de New York, unité spéciale et faire un retour au cinéma dans un second rôle pour le thriller horrifique Mother's Day, remake de la production Troma de 1980 du même titre. Elle est également la tête d'affiche du téléfilm inspiré d'une histoire vraie À la dérive : L'Histoire vraie d'Ashley Phillips, dans le rôle de Libba Phillips. Son interprétation est saluée par une nomination au Prism Award 2012 de la meilleure actrice dans un téléfilm ou une mini série. 
Début avril 2011, après avoir reçu des milliers de lettres et pétitions de fans déçus, les producteurs d'Esprits criminels lui proposent de reprendre son rôle : elle accepte et signe pour deux saisons. Elle participe au dernier épisode de la saison 6, diffusé le 18 mai 2011, puis est de retour de manière permanente pour la saison 7.
En 2012, l'actrice enchaîne un nouveau second rôle dans le drame indépendant Least Among Saints. L'année suivante, elle devient l'une des ambassadrices de la marque Proactiv puis porte le film d'horreur indépendant Wer, nommé pour un Golden Reel Awards en 2015. 
Elle apparaît dans le magazine Maxim, pour le numéro de janvier/février 2014, puis décroche la 88e place au classement des 100 plus belles femmes paru dans l'édition annuelle Hot 100 de la même publication. 
Le 10 janvier 2019, CBS annonce le renouvellement d'Esprits Criminels pour une quinzième et dernière saison, qui sera composée de dix épisodes et diffusée en janvier et février 2020. On la retrouve en 2019 toujours à l'affiche du drame indépendant Back Fork réalisé par Josh Stewart, où elle partage la vedette avec ce dernier et Agnes Bruckner.
Le 7 février 2022, on apprend qu'elle sera dans la seizième saison d'Esprits Criminels diffusée sur Paramount +.

### Vie privée
Andrea Joy Cook Andersen est mariée depuis le 4 août 2001 à Nathan Andersen, avec qui elle a une relation solide depuis qu'ils ont suivi ensemble des cours à l'Utah Valley State College (UVSC),. Ils ont deux enfants, Mekhai Allan et Phoenix Sky, nés respectivement le 13 septembre 2008 et le 23 juillet 2015. Ceux-ci jouent les fils du couple que l'actrice incarne à l'écran avec Josh Stewart dans la série télévisée Esprits Criminels, intervenant dans quelques épisodes.
Elle a été élevée par ses parents dans le culte de l'Église de Jésus-Christ des saints des derniers jours, mais a pris ses distances avec cette religion tout en respectant le choix de ses parents. Elle avoue ressentir une véritable aversion pour la téléréalité.  
A.J. a souffert durant son enfance d'un grave astigmatisme qui la rendait presque aveugle. En 2007, une opération chirurgicale (technique des lentilles intraoculaires) lui permet de recouvrer toutes ses capacités visuelles.

## Filmographie

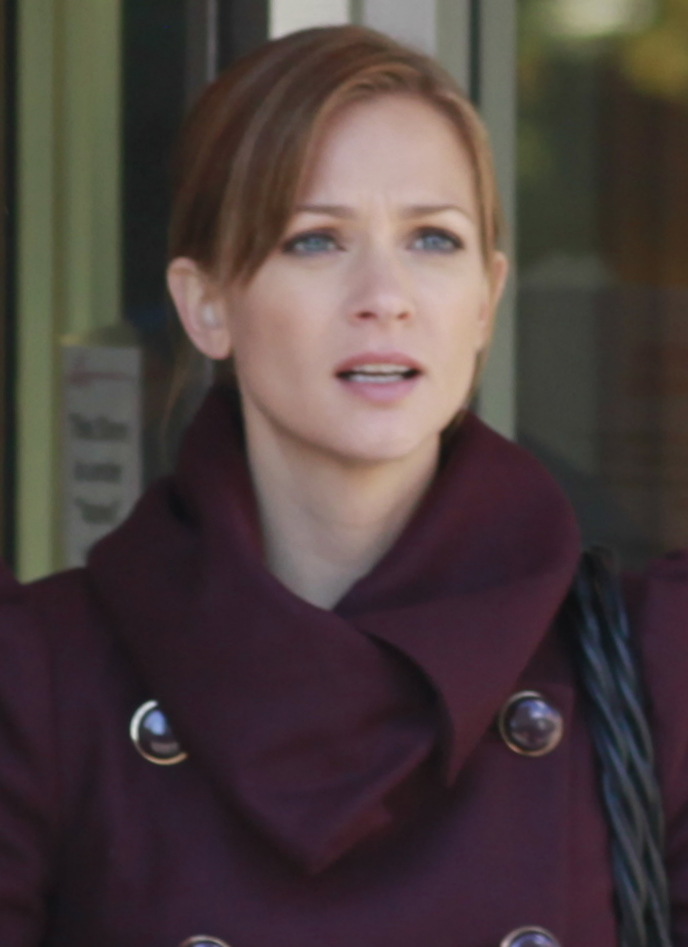
Sur le tournage de À la dérive : L'Histoire vraie d'Ashley Phillips, en 2010.

### Cinéma
- 1997 : Laserhawk de Jean Pellerin : Lauren
- 1999 : The Virgin Suicides de Sofia Coppola : Mary Lisbon
- 1999 : Teen Sorcery de Victoria Muspratt : Dawn (sorti directement en vidéo)
- 2001 : Wishmaster 3 de Chris Angel : Diana Collins (sorti directement en vidéo)
- 2001 : Ripper de John Eyres : Molly Keller
- 2001 : Snow, Sex and Sun de Brendan Malloy et Emmett Malloy : Jenny
- 2002 : The House Next Door de Joey Travolta : Lori Peterson
- 2003 : Destination finale 2 de David R. Ellis : Kimberly Corman
- 2007 : Night Skies (en) de  Roy Knyrim : Lilly
- 2007 : I'm Reed Fish de Zackary Adler : Theresa
- 2008 : Misconceptions de Ron Satlof : Miranda Bliss
- 2011 : Mother's Day de Darren Lynn Bousman : Vicky Rice
- 2012 : Least Among Saints de Martin Papazian : Cheryl
- 2013 : Wer (en) de William Brent Bell : Kate Moore
- 2019 : Back Fork de Josh Stewart : Nida

### Télévision

#### Téléfilms
- 1997 : In His Father's Shoes de Vic Sarin : Lisa
- 1997 : Elvis Meets Nixon (en) de Allan Arkush : une hippie
- 1999 : Blue Moon de Ron Lagomarsino : Alison
- 2000 : Le secret du manoir de James Head : une fille du coin
- 2005 : Bloodsuckers de Matthew Hastings : Fiona Kennedy
- 2006 : Disparition sous les tropiques de Michael Switzer : Hope
- 2011 : À la dérive : L'Histoire vraie d'Ashley Phillips (Bringing Ashley Home) de Nick Copus : Libba Phillips

#### Séries télévisées
- 1997 : Chair de poule : Kim (saison 2, épisode 22)
- 1997 : Psi Factor : Lee Mason (saison 1, épisode 19)
- 1998 : Psi Factor : Jill Starling (saison 2, épisode 11)
- 2000 : First Wave : Lindsay Tilden (saison 3, épisode 5)
- 2000 : Cœurs rebelles : Shelby Merrick (saison 1, 22 épisodes)
- 2003 : Dead Like Me : Charlotte (saison 1, épisode 9)
- 2003-2004 : Tru Calling : Lindsay Walker (saison 1, 20 épisodes)
- 2011 : New York, unité spéciale : Debbie Shields (saison 12, épisode 13)
- 2014 : Supernatural : Margo Lassiter (saison 9, épisode 20)
- depuis 2005 : Esprits criminels (Criminal Minds) : Jennifer "JJ" Jareau (saisons 1 à 5 puis depuis la saison 7, récurrence saison 6)
- 2022 : 9-1-1 : Kira (saison 5, épisode 12)

## Distinctions
Sauf indication contraire ou complémentaire, les informations mentionnées dans cette section proviennent de la base de données IMDb.

### Nominations
- 2012 : Prism Award de la meilleure actrice dans un téléfilm ou une mini série pour À la dérive : L'Histoire vraie d'Ashley Phillips